# Lars Otto Olsen
 Der er flere personer med dette navn, se Lars Olsen.
Lars Otto Olsen (født 29. juni 1965 i København) er en forhenværende cykelrytter og nuværende speciallæge. 
I omkring 15 år var han en del af det danske banelandshold. I 1983 blev han sammen med Kenneth Røpke, Mark Kubach og Klaus Kynde verdensmester i 4000 meters holdforfølgelsesløb. Ved Sommer-OL 1988 endte han på 8. pladsen sammen med Peter Clausen, Dan Frost, Jimmi Madsen og Ken Frost
Efter cykelkarrieren har han arbejdet som speciallæge i intern medicinske sygdomme og reumatologi.